# Paula Toller
Paula Toller (Copacabana, 23 agosto 1962) è una cantante e cantautrice brasiliana.
La Toller è nota per essere la cantante principale dei Kid Abelha. Nel 1998 ha pubblicato il suo primo album omonimo come solista, che è stato accolto molto bene. Il suo secondo album , intitolato SóNós, è stato pubblicato nel 2007.

## Biografia
Paula Toller è nata il 23 agosto 1962 a Rio de Janeiro. È cresciuta a Copacabana, un quartiere tradizionale di Rio de Janeiro. Paula ha studiato danza classica e inglese.
Paula è stata allevata dai suoi nonni paterni, Paulo e Renée. Paulo era un chirurgo in pensione, storico, autore, sommozzatore, ex assistente del presidente del Brasile e consigliere politico senior del governo dell'ex Stato di Guanabara. Renée era una casalinga e la direttrice di una pensione per donne anziane.
Nella sua infanzia e adolescenza, la musica predominante nella sua casa era quella di Bach, Mozart, Beethoven e Chopin, tra gli altri artisti classici. Sul versante più moderno, ascoltava anche la musica di Carmen Miranda, Elis Regina e The Beatles. A scuola Paula ha preso lezioni di danza classica e inglese e aveva l'intenzione di diventare una professoressa di inglese.
All'età di 17 anni iniziò a frequentare corsi di disegno industriale e comunicazione visiva presso la Pontifícia Universidade Católica di Rio de Janeiro (PUC) ed iniziò a studiare il francese. In concomitanza con lo studio nel corso universitario, svolse uno stage in un ufficio di programmazione visiva dove mise in pratica le cose che imparava a scuola. Nel frattempo organizzò lavori secondari per integrare il suo piccolo stipendio. Tra i lavori secondari c'erano la traduzione di libri e tesine per i suoi compagni di studio, l'assunzione della posizione di segretaria nel suo studio di danza durante le vacanze e la revisione dei libri di suo nonno. Nella stanza di suo fratello sentì per la prima volta James Brown e Tim Maia.
I primi dischi che comprò erano le colonne sonore delle sue telenovela preferite (che includevano canzoni di Stevie Wonder, Marcos Valle e Jackson Five). Dopodiché si interessò a Janis Joplin e Rita Lee. Andava spesso a festicciole chiamate "Arrastas" dove suonavano canzoni di artisti come Led Zeppelin, Pink Floyd, Billy Paul, Michael Jackson. Durante gli anni universitari diventò dipendente dall'ascolto della radio.
Nel 1982 cantava già nel gruppo Kid Abelha e due anni dopo abbandonò la scuola poco prima di conseguire la laurea. Nello stesso anno iniziò a prendere lezioni di canto con una professoressa e cantante lirica Vera Maria do Canto e Mello e iniziò a cantare Lieder (canzoni) in tedesco, che risvegliò il suo interesse per la lingua che studia ancora oggi.
Nel febbraio 2016 è stato annunciato che la cantante, insieme alla band Os Paralamas do Sucesso e ai cantanti Nando Reis e Pitty, avrebbe preso parte a un tour promosso dal progetto Nivea Viva!, che si svolge ogni anno e porta artisti in Brasile tour. La serie di 7 spettacoli renderà omaggio al rock brasiliano.

## Vita privata
Paula Toller è stata per alcuni anni compagna di Leoni, al tempo in cui entrambi militavano nei Kid Abelha. Una violenta lite tra i due, degenerata in scontro fisico, ha causato l'uscita di Leoni dal gruppo. 
Per un breve periodo è stata fidanzata con Herbert Vianna.
Dal 1987 è sposata col cineasta Lui Farias. La coppia ha un figlio, Gabriel, nato nel 1989. Farias ha diretto alcuni videoclip dei Kid Abelha.
Le è stato diagnosticato il diabete di tipo 1 nel 2009, a 47 anni. 

## Discografia

### Album
| Titolo       | Dettagli                                                                                        |
| ------------ | ----------------------------------------------------------------------------------------------- |
| Paula Toller | - Pubblicato: 1998 - Etichetta: Warner Music - Formato: CD                                      |
| SóNós        | - Pubblicato: 28 giugno 2007 - Etichetta: Warner Music - Formato: CD                            |
| Nosso        | - Pubblicato: 2 dicembre 2008 - Etichetta: Posto 9 Música - Formato: CD, DVD, download digitale |
| Transbordada | - Pubblicato: 29 dicembre 2014 - Etichetta: Som Livre - Formato: CD, download digitale          |

### Singoli
| Anno | Titolo                      | Pos. di punta in class. | Pos. di punta in class. | Album             |
| Anno | Titolo                      | BRA                     | POR                     | Album             |
| ---- | --------------------------- | ----------------------- | ----------------------- | ----------------- |
| 1998 | "Derretendo Satélites"      | 15                      | 55                      | Paula Toller      |
| 1998 | "Fly Me to the Moon"        | 44                      | —                       | Paula Toller      |
| 1999 | "1800 Colinas"              | 25                      | 49                      | Paula Toller      |
| 2000 | "Quem Tome Conta de Mim"    | 29                      | —                       | Non-album singolo |
| 2007 | "Barcelona 16"              | 17                      | 43                      | SóNós             |
| 2007 | "? (O Que É Que Eu Sou)"    | 37                      | —                       | SóNós             |
| 2008 | "Eu Quero ir Pra Rua"       | 30                      | —                       | SóNós             |
| 2008 | "Meu Amor se Mudou pra Lua" | 11                      | 45                      | Nosso             |
| 2009 | "Nada Por Mim"              | 1                       | 32                      | Nosso             |
| 2009 | "Saúde/Só Love"             | 26                      | —                       | Nosso             |
| 2014 | "Calmaí"                    | 64                      | —                       | Transbordada      |